# Centro de Estudios Mexicanos de la UNAM en China
El Centro de Estudios Mexicanos es una de las sedes de la Universidad Nacional Autónoma de México (UNAM) en el extranjero y, también, uno de los convenios firmados conjuntamente por esta institución y la Universidad de Lenguas Extranjeras de Pekín (BFSU, por sus siglas en inglés). Con su puesta en operación en el 2012, la UNAM inició una nueva etapa en su internacionalización, ya que este modelo representó un esquema organizacional innovador, que contribuye a expandir la presencia universitaria en el extranjero. Dicho modelo consiste en que las representaciones de la UNAM se alojan como una instancia académico-administrativa dentro de destacadas universidades del mundo e instituciones con las que ha establecido convenios de colaboración.
Conforme al concepto organizacional del CEM en China, más la experiencia en el funcionamiento de las Escuelas de Extensión en Estados Unidos y Canadá, se abrieron Centros de Estudios Mexicanos en otros países. Hasta el momento (mayo del 2024), la UNAM cuenta con las siguientes sedes, ubicadas en cuatro continentes: 11 centros de Estudios Mexicanos (CEM): además de Beijing, China; en Estados Unidos, en las ciudades de Boston, Tucson, Seattle y Los Ángeles; Johannesburgo, Sudáfrica; Londres, Reino Unido; París, Francia; Madrid, España; San José, Costa Rica; Berlín, Alemania; La Habana, Cuba, más las de tres escuelas de extensión: San Antonio, Chicago y Canadá.
Mediante acuerdo firmado por el Rector el 27 de septiembre de 2018, las 14 sedes de la UNAM se integran administrativa y funcionalmente a la Coordinación de Relaciones y Asuntos Internacionales, con la finalidad de consolidar la presencia física de la universidad en el extranjero en concordancia con la política integradora institucional, innovando así en los procesos de gestión y fortaleciendo las funciones y operación a través de la sistematización de su planeación y evaluación; atender la normatividad de los países en los que se encuentran, a fin de agilizar los procedimientos académicos, legales, financieros, administrativos y operacionales.
Entre las funciones de la sede de la UNAM-China, destacan las siguientes:
- La vinculación, colaboración e intercambio académico con universidades e instituciones de educación superior, dependencias de gobierno o cualquier entidad educativa o cultural de China, así como diversos países y regiones del mundo.
- El establecimiento de vínculos con instituciones de educación superior de prestigio, para desarrollar programas de doble titulación o grado, de conformidad con lo previsto en la normatividad de la UNAM.
- El fortalecimiento del proyecto de internacionalización de la UNAM mediante la divulgación de sus actividades a través de la promoción del intercambio de investigadores y personal docente.
- El impulso y difusión a estudios de la cultura mexicana, particularmente los orientados a las relaciones de México con China, así como la difusión y promoción de los estudios chinos.
- El desarrollo de programas de enseñanza del idioma chino y la cultura china para beneficio de la comunidad universitaria, favoreciendo la movilidad internacional del alumnado.
- El apoyo a la comunidad mexicana en el extranjero, a través de programas académicos, culturales y sociales; la organización de grupos universitarios de exalumnas y exalumnos y de talentos mexicanos, entre otros.
- La enseñanza, evaluación y certificación del idioma español para personas extranjeras.
- Las demás que sean encomendadas por la persona titular de la Rectoría.[cita requerida]

## Estructura
La Sede cuenta con las siguientes áreas: Dirección, Coordinación Académica y Cultural, Coordinación de Relaciones y Gestión, Coordinación de Comunicación y Vinculación, y Coordinación de Traducción.

## Programas académicos y culturales
Dentro de los programas académicos y culturales se organizan actividades como seminarios, simposios, congresos, mesas redondas, conferencias, exposiciones, ciclos de cine, presentaciones de libros, conciertos, cursos, talleres, entre otras. La organización de estos eventos, más que alinearse a dinámicas coyunturales, persiguen crear redes de colaboración académica, ya que uno de los ejes es institucionalizar dichas actividades. 
Asimismo, en la organización de los proyectos académicos, la Sede mantiene un enfoque multidisciplinario, procurando una visión multilateral de los temas para fomentar el diálogo entre académicos mexicanos, chinos y de otros países, además que algunas actividades se realizan alternadamente en México y China.
Para dejar constancia del trabajo académico y permitir que el público disponga de material de consulta actualizado, la Sede ha promovido la publicación de libros o memorias derivados de estos eventos académicos. En algunos casos las publicaciones son bilingües (chino-español) contribuyendo con ello a la divulgación del conocimiento en disciplinas como ciencia, tecnológica, política, economía, historia, idiomas, humanidades, artes, entre otros.

## Apoyo a la movilidad estudiantil
Una de las contribuciones medulares de la representación en China es el impacto que ha representado en el apoyo a la movilidad estudiantil, tanto para los alumnos de la UNAM que realizan intercambio en el país asiático (movilidad saliente) como estudiantes de IES chinas que estudian en la UNAM (movilidad entrante).

## Programa de doble titulación
En apoyo al proyecto universitario de internacionalización para desarrollar programas de doble titulación y a partir de los vínculos institucionales de la Sede, se logró concretar el primer programa de posgrado compartido de la UNAM con una universidad china, el cual es además el primero que se registra a nivel de relaciones educativas entre México y China. Se trata del Posgrado Compartido de Estudios Latinoamericanos, el cual fue suscrito en 2015 entre el Posgrado de Estudios Latinoamericanos de la UNAM y el posgrado de la Universidad de Estudios Extranjeros de Beijing.

### Vinculación Institucional
Una de las funciones de la UNAM-China es mantener, fomentar y generar nuevos vínculos entre las diversas dependencias de la UNAM con IES e instituciones de China y de otros países.  Dicha vinculación, a su vez, se divide en intrainstitucional, que se refiere sólo a las dependencias de la UNAM, e interinstitucional, que incluye sólo las dependencias externas. Hasta 2018, la UNAM-China ha establecido vinculación con 142 instituciones, de las cuales, 51 son entidades de la UNAM (intrainstitucionales) y el resto (interinstitucionales) se componen por 54 IES e instituciones de China, 10 de México y 27 de otros países.

### Centro de Documentación
El Centro de Estudios Mexicanos cuenta con un aula de usos múltiples y recursos digitales y bibliográficos localizada en el quinto piso del edificio principal de la Universidad de Lenguas Extranjeras de Pekín.
El Centro de Documentación de Centro de Estudios Mexicanos contiene una colección de temas relativos a México e Iberoamérica, y cuenta con más de 900 títulos de libros, revistas, folletos y materiales audiovisuales, principalmente en idioma español.
Además tiene los siguientes servicios:
- Préstamo de materiales en sala, incluyendo libros, documentales, material didáctico y películas.

- Computadoras con acceso a internet. Igualmente, la posibilidad de consultar:	UNAM en línea.

- Bases de datos especializadas (acceso remoto de la UNAM):
- Libros
- Revistas especializadas
- Tesis de la UNAM (licenciatura, maestría, doctorado)
- Periódicos mexicanos

### Difusión del español y la literatura mexicana
Una de las funciones de la Sede consiste en apoyar en la enseñanza, evaluación y certificación del español para personas extranjeras, y en el caso particular, entre el público chino. La UNAM-China, a diferencia de una Escuela de Extensión, no cuenta con profesores de español. Su contribución consiste en promover y difundir las diversas iniciativas universitarias en la materia, y con mayor  proyección en China, país donde el estudio del español como lengua extranjera ha tenido un mayor impulso.
La UNAM-China ha promovido el lanzamiento y presentación académica del Servicio Internacional de Evaluación de la Lengua Española (SIELE), primer examen con reconocimiento internacional que acredita el dominio del idioma desde la perspectiva panhispánica. La prueba fue diseñada y creada en 2015 de forma conjunta por la UNAM, el Instituto Cervantes, la Universidad de Salamanca y la Universidad de Buenos Aires. Actualmente existen 15 centros examinadores SIELE en  9 ciudades de China.  Además, a través del vínculo entre la UNAM y la BFSU, se logró que esta universidad se incluyera como institución asociada al SIELE, la única proveniente de un país no hispanohablante.
El Centro de Estudios Mexicanos cuenta con un boletín electrónico en edición bilingüe en español y chino, llamado En el Ombligo de la Luna en el que se difunden de forma bimestral las actividades académicas del CEM, así como aspectos culturales de México y China.
La Sede informa de sus actividades regulares a través de su sitio web y su boletín electrónico

## Rincón UNAM/Descarga Cultura
El Rincón UNAM es un espacio físico para la difusión de los recursos multimedia contenidos en la plataforma Descarga Cultura, creada hace 10 años, la cual es gestionada por la Coordinación de Difusión Cultural de la UNAM. 
El Rincón UNAM es un concepto relativamente nuevo que nació en China. El primer espacio se instaló en 2015, en la Biblioteca Antonio Machado del Instituto Cervantes de Pekín. El espacio consiste en un stand con computadoras conectadas a la plataforma Descarga Cultura UNAM, con códigos QR disponibles en las paredes para que el público, a través del escaneo con sus teléfonos, pueda instalar la aplicación y tener acceso gratuito a los recursos que pueden ser guardados en el teléfono, iPad o computadora. Bajo este concepto, la Sede ha promovido la instalación de nueve Rincones UNAM ubicados en universidades de China donde se imparte la carrera de español. Recientemente se abrieron tres espacios más en Australia.

## Traducción e interpretación
La traducción y la interpretación son funciones propias de la sede para poder llevar a cabo su trabajo en el país asiático. El intercambio de académicos y estudiantes, la comunicación entre autoridades de la UNAM con sus contrapartes chinas, la realización de las actividades de promoción, los eventos académicos y culturales, así como las tareas cotidianas de operación de la oficina, requieren de la traducción e interpretación del chino al español y del español al chino. Desde la fundación de la sede, y dada la complejidad de ambas lenguas, esta tarea se ha convertido en una función necesaria para el desarrollo de sus actividades.[cita requerida]
Si bien el inglés se ha constituido como la lingua franca internacional, el espíritu de una auténtica comunicación intercultural es el utilizar la lengua materna de los interlocutores. Este factor ha contribuido al eficiente funcionamiento de la Sede. Este sin duda es uno de los valores agregados de contar con una representación en China, porque permite que la interlocución entre las partes sea fluida y se acorten las barreras idiomáticas y culturales en pos de la colaboración universitaria.[cita requerida]